# Cercal (Soure)
Cercal ist ein portugiesisches Dorf in der Gemeinde Gesteira.

## Kultur und Sehenswürdigkeiten
Das 1903 errichtete Herrenhaus Casa do Outeiro ist das auffälligste Gebäude am Ort, neben der Dorfkirche Capela do Cercal.
Die Kapelle und Musikvereinigung Banda do Cercal wurde am 25. Dezember 1903 gegründet und ist auch als Musikschule und Kulturverein für den Ort von Bedeutung.
Alljährlich im Winter findet seit 1997 in den Vereinsräumen der Banda do Cercal das Rockfestival Cercal Rock statt. Es wird von der hiesigen Rockband Balbúrdia organisiert, deren Mitglieder von hier und dem benachbarten Carvalhal da Azoia stammen. Die Gruppe hat mehrere Veröffentlichungen seit Gründung 1996, genießt jedoch nur regional eine nennenswerte Bekanntheit. So spielte sie zum 20-jährigen Bandbestehen auf dem Stadtfest São Mateus in der Kreisstadt Soure, wo sie am 17. September 2016 mit Fischer-Z auftraten. Auf dem Cercal Rock traten sie auch mehrmals selbst auf, u. a. 2016 zusammen mit Mata-Ratos und 2017 mit Peste & Sida.
Cercal verfügt über einen Mehrzwecksportplatz.
Jedes Jahr im August feiert der Ort das Fest der Nossa Sr.ª das Neves.

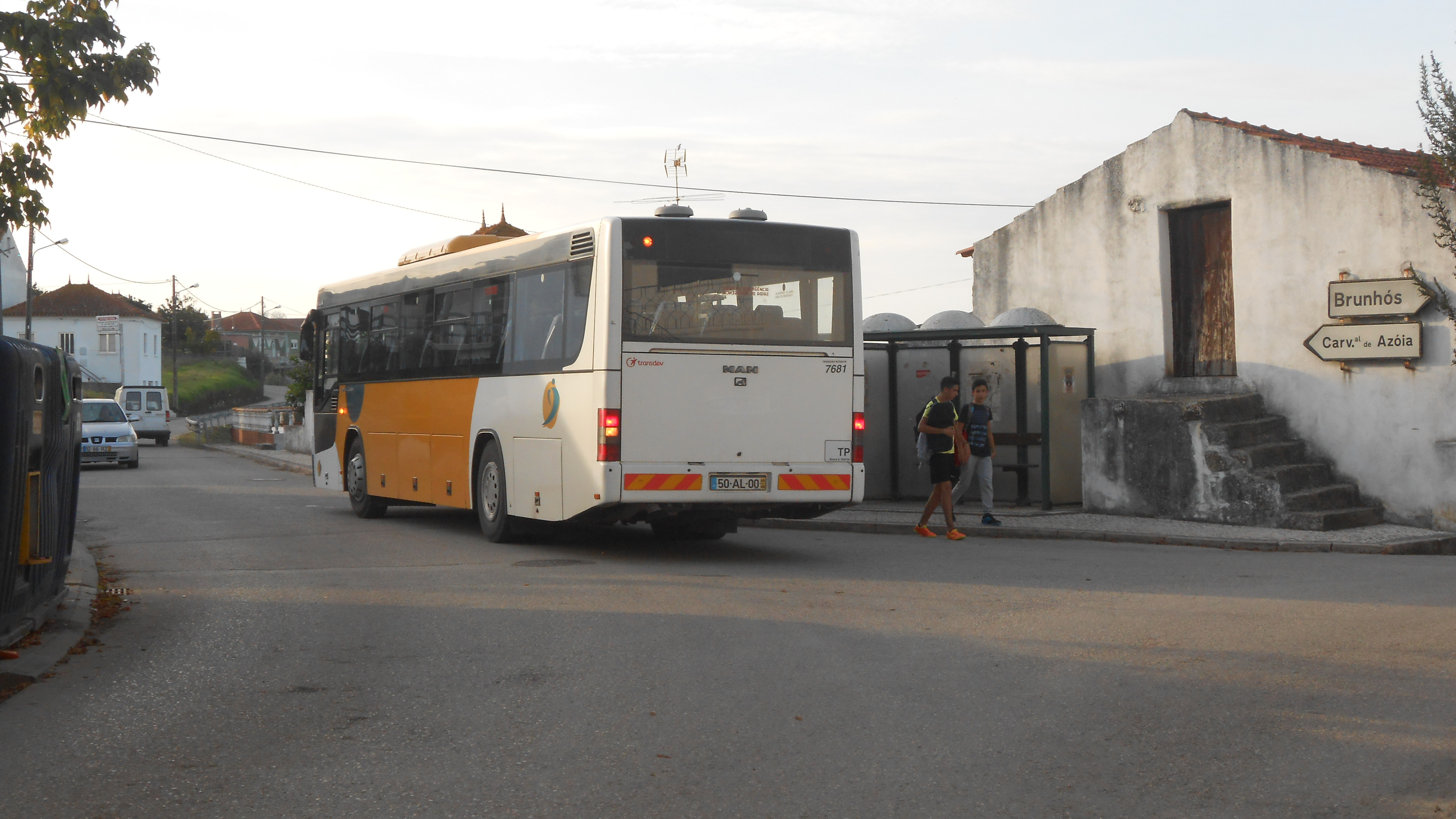
Bus in Cercal, an der Haltestelle vor der Grundschule (links, nicht im Bild)

## Verkehr
Cercal ist über die Kreisstraße EM-616 direkt mit der Kreisstadt Soure verbunden.
Der nächstgelegene Bahnhof der Linha do Norte liegt im nahen Vila Nova de Anços.
Eine werktäglich Busverbindung der lokalen Transdev-Linie verbindet Cercal u. a. mit der Kreisstadt Soure.

## Wirtschaft
Größter Arbeitgeber am Ort ist das Altenheim Santa Jacinta. Eine Reihe kleinere Unternehmen sind daneben im Ort angesiedelt, darunter eine Kfz-Werkstatt, ein Betrieb zur Marmor- und Granitverarbeitung, ein Elektroinstallationsbetrieb u. a.
Im Dorf sind mehrere Cafés und Snack-Bars geöffnet.
Eine Vielzahl Bewohner lebt von Tätigkeiten in den umliegenden Orten der Kreise Soure und Montemor-o-Velho.